# コードギアス ナイトメア・オブ・ナナリー
『コードギアス ナイトメア・オブ・ナナリー』はアニメ作品『コードギアス 反逆のルルーシュ』のメディアミックス展開として2006年から2009年まで『月刊コンプエース』で連載されていた漫画作品。
ストーリー原案は大河内一楼、谷口悟朗、作画はたくま朋正。コンプエース VOL.10で連載開始、2009年5月号で連載終了。

## 概要
ルルーシュの実妹・ナナリーを主人公として描く、コードギアスのアナザーストーリー。
コミック版コードギアス（アンソロジーは除く）4作品のうち、人型自在戦闘装甲騎としてのナイトメアフレームが登場する2作品のうちの1つ（もう1つは「幕末異聞録」）だが本作品のみ通常のKMFより遥かに性能が高い独自KMFが多数登場する。またギアス能力者（本作品での呼称は「ギアス・ユーザー」）が多数登場するため、ギアス能力を生かした機体も多い。その他の世界観は、基本的にアニメ版と同じである。詳しくはアニメ版を参照。なお最終回では、本作品の世界がアニメ版の世界のパラレルワールドの1つであることが示唆されている。
アニメに比べると兄ルルーシュが物語序盤に行方不明となるなど大幅に環境が違う一方、アニメでは余り語られない彼女の内面や学校生活なども描かれる。
本作品のナナリーは、基本的にルルーシュと同じく自らの無力を嘆いており、その一方で、家柄を鼻にかける同級生のエカテリーナや、ホテルジャックの現場から逃亡するために自分の名を利用しようとする草壁など、高圧的に接してくる人物に対しても全く物怖じしない気丈な性格の少女として描かれている。
英語表記は"CODE GEASS Nightmare of Nunnally"。こちらは「騎士の馬」たる"KnightMare"ではなく、「悪夢」を意味する"Nightmare"なので注意。

## アニメ版との主な相違点
漫画4作品中、「幕末異聞録」と同じ様に、アニメ版とかけ離れた展開を見せる。 
- クロヴィスがC.C.の目撃者をもみ消すべく、秘密保持のために行った行動が親衛隊によるゲットー壊滅作戦ではなくミサイルの発射。その攻撃に巻き込まれたルルーシュとC.C.が生死不明となり、物語はアニメ版とかけ離れていく。
- そしてルルーシュを探しに来たナナリーがオリジナルキャラクター・ネモと契約。ギアス能力に覚醒し、異形のナイトメア・マークネモに搭乗する。その際、性格も普段のナナリーからは考えられないほど好戦的になる。
- アニメ版のギアスはあくまで他者の思考に干渉する能力で物理的には影響しないのに対して、本作品は物理的にも作用する半ば超能力的になっている。
- ギアス能力者は「ギアスユーザー」と呼ばれ、ナナリーを含めたギアスユーザーが多数登場する。
- 自称ナナリーの騎士ネモや、ナナリーの親友アリスが所属しているブリタニアの特殊部隊「特殊名誉外人部隊（イレギュラーズ）」などオリジナルキャラクターが多数登場する。一方、ニーナなど一部のアニメ版キャラクターが登場せず、登場するアニメ版キャラクターも影は薄い。
- ユーフェミア、シャーリー、桐原などアニメ版で生き残れなかった人物の一部が最後まで生き残る。
- C.C.、シュナイゼルなどアニメ版で生き残れた人物の一部が死亡する。
- 第七世代のGX01シリーズという本作品オリジナルKMFが登場し、「特殊名誉外人部隊」のメンバーが搭乗する。
- ゼロも登場するが、アニメ版やアンソロジーを除く漫画版他3作と異なり、物語がかなり進行するまで、その正体は明言されていなかった。また、拳銃で撃たれても物ともしない、素手でKMFを無力化する、瞬間移動で消えるなど、人間離れした能力を見せる。
- 黒の騎士団の制服もデザインが変更されており、騎士団のメンバー全員がゼロの仮面を模したバイザーを装備している。
- オレンジ事件が起きないため、ジェレミアがオレンジ呼ばわりされていない（出番も序盤のみ）。
- 日本解放戦線の草壁派がジャックしたホテルは、サクラダイトの分配量を決める会議が行われる場所と、より重要性が強調されている。
- スザクとユーフェミアはホテルジャック事件後に登場。ただし、初登場からスザクがユーフェミアの騎士となっているなど細かい設定は違う。
- 上記のようにスザクが既に騎士となっているため、アッシュフォード学園に転入しない（だが、ナナリーに会うために学園には来る）。
- マオが女性、それもナナリーと同年代の少女として登場する（また、設定もかなり異なる）。
- 枢木ゲンブを殺害したのはスザクではない。また、殺害時期もブリタニア侵攻前となっている。
- 皇神楽耶が日本最大の秘密結社キョウトの指導者として活動している。また、幼少期のナナリーやルルーシュやスザクとも面識がある。
- 中華連邦やE.U.はまったく登場しない。
- ナリタ戦の際、ゼロが自らの正体をスザクに明かす。
- 本編のギアス嚮団に相当する組織として「エデンバイタル教団」が存在し、皇帝直属の下特権を振るっている。この組織の人間として、ルルーシュと瓜二つの容姿を持つロロ「枢機卿」が登場する（ロロのその他の設定も、本編と大きく異なる）。
- C.C.の過去や不老不死となった経緯が大きく異なる。
- ワイヤードと呼ばれる、通常のギアスと異なる能力が登場する。この能力は契約や反作用無しにエデンバイタルにアクセスすることができ、その力は契約に縛られる通常のギアスを遥かに上回り「神に匹敵する」とされる。ゼロが言うには「魔王の素質」。本作品ではスザクとルルーシュなどが有している。

この他、細かい点でもアニメとは相違があり、本編とは切り離されたパラレルワールドと考えてよい。

## ストーリー
大国ブリタニアに占領され、エリア11と改名され、独立も繁栄も自由も、国名さえも奪われた日本。
その日本に、母を、目を、足の自由を奪われた少女ナナリーがいた。だが、ブリタニア総督クロヴィスの武力攻撃は、彼女から兄ルルーシュまでも奪う。悲しみと己の無力さに嘆くナナリーに、声が呼びかける。
「我が白き魔女よ、これは契約。我が願いをひとつ受け入れるなら、力を授けよう」
授かった「力」でクロヴィス軍を一蹴したナナリーは、アッシュフォード学園で親友アリスと中学生活を送る。だがそのナナリーの前に、謎の少女マオやナナリーの命を狙うロロ枢機卿ら、ナナリーと同じ異能の「力」ギアスを持つギアスユーザーたちが立ちはだかる。そしてアリスもまたブリタニアのギアスユーザー部隊「イレギュラーズ」の戦士であり、それとは知らずにナナリーを追っていた。
一方エリア11に謎の超人ゼロが出現、人知を超えた力でクロヴィスを討ち、反ブリタニア武装組織「黒の騎士団」を立ち上げて暗躍する。そして新総督コーネリアの率いるブリタニア軍と黒の騎士団とが激闘するさなか、ナナリーはアリスと対峙して倒そうとしている己に気づき、戦いを放棄して囚われの身に、そしてロロ枢機卿による処刑を待つ身になってしまう。そのナナリーを気遣い己の無力さに嘆くアリスに、声が呼びかける。
「ならば、我が力を求めよ。これは契約ではない、取引である」
日本の、ブリタニアの、そしてナナリーとアリスの運命やいかに。

## 本作品オリジナルキャラクター
ネモ
“魔道器”と呼ばれる、謎の存在。「C.C.の細胞から作られた泥人形」。ナナリーの右脳に量子的に同化している。C.C.と同格の能力を持つ。ナナリーを我が白き魔女と呼び、ナナリーに力を与える代わりに、彼女の心の「怒り」や「敵対心」といった負の側面をもらう。お前たち兄妹は選ばれた存在だと意味深な発言をしている。「お兄様（ルルーシュ）の遺言」とナナリーの騎士を名乗る。その変貌した容姿はナナリーとまったく同じ（ナナリーとは印象が違い、髪の色は金髪になっている）であり、ナナリーしか捉えることが出来ない。
ナナリーの専用ナイトメアであるマークネモを、いつどんな場所にでも召喚・顕現させることが出来る。ネモ曰く、ナイトメアと自分の力は“エデンバイタル”というものから引き出された力だという。
性格は一見冷静だがナナリーの感情を共有しているため、ギアスで察した理不尽な暴力に対する怒りも共有している。それを止めるべく、ホテルジャック事件やサイタマ事変にもナナリーと共に参戦する。

### 特殊名誉外人部隊（イレギュラーズ）所属員
アリス
アッシュフォード学園中等部生徒で、ナナリーの親友。ナナリーがいじめを受けている際に、アリスが助けたことで仲良くなった。生徒会にナナリーを送り迎えしているうちに、生徒会準会員扱いされて猫祭りや河口湖旅行へ付き合わされる。
部隊ではポイントマン（突入要員）で、過重力で超高速を得るギアス「ザ・スピード」を使う。任務でミレイを監視しているなど、裏の顔を持っている。ブリタニアの支配を見る眼は非常にシビアで、頭の回転も速い。
4つ下の妹が3年前の事故で車イス生活を送っているらしく、ナナリーを放っておけない。ナナリーが皇族であることを知っても、軍の命令よりも彼女との友情を選び報告しなかった。
ホテルジャック事件やサイタマ事変にも参加。マークネモに乗っているのがナナリーだと知らぬまま、彼女と敵対する。
マオによるリフレイン事件にナナリーが巻き込まれたことで、アッシュフォード家の庇護ではナナリーの安全は確保できないと判断し、彼女を守るために高い地位を望むようになる。
ナリタ連山での戦いでマークネモのパイロットがナナリーであることを知り、彼女がエデンバイタル教団に捕らえられ、極刑を言い渡された際にロロを殺そうとするが彼のジ・アイスの前に敗れ、自身も投獄されてしまう。
その後、牢の中でネモに正式な契約ではなく取り引きを持ち掛けられ、妹を守りきれなかった過去をトラウマにまた大切な人を失うかもしれないことを恐れるが、ネモの言葉に後押しされ、取り引きに応じ「魔人アリス・ザ・コードギアス」となって教団支部を破壊、ナナリーを助け出した。
T-155cm。B78/W61/H76。登場人物で唯一身長とスリーサイズが公開されている。
サンチア
敵の気配と動向を察知し、各種確率を正確に算出するギアス「ジ・オド」を使う。マークネモにギアスを妨害されたことでその存在を察知した。
イレギュラーズの年長者でリーダー格。階級は大尉。己とルクレティアのギアスとを合わせて得た的確な情報を元に的確な作戦を立案。サイタマ事変では、マークネモを巧みな連携攻撃で追い込み、ゲフィオンディスターバーで拘束することに成功した。
ダルク
怪力を生むギアス「ザ・パワー」を使う。
アリスと並ぶ、イレギュラーズのポイントマン（突入要員）。
ルクレティア
戦場の地形を精密解析するギアス「ザ・ランド」を使う。サンチア同様、マークネモにギアスを妨害される。
マッド
指揮官。ナナリーを狙ってイレギュラーズをエリア11に移動させ、ホテルジャック事件などの作戦に参戦。ロイドを「シュナイゼルの犬」と呼ぶなど嫌悪している。

### その他
エカテリーナ
「スフォルツァ家の長女」を鼻にかけたナナリーの同級生。子分と共にナナリーを虐めようとしてネモの怒りを買いかけたが、そこに現れたアリスの「ザ・スピード」によってスカートを剥がれて退散する。
ブリタニア公ジョン
作中世界の百年戦争時にヘンリー6世の側近だった男。保身のためにC.C.をフランスに売り、百年戦争終結後にC.C.を魔女として処刑した。また、C.C.を処刑する前に国王ヘンリー6世を裏切ってエドワード4世に乗り代えていた。
ジャンヌ・ダアク
作中世界の百年戦争でC.C.と敵対した、フランスの「魔女」。作中でのスザク同様に契約無しにギアスを使える能力者「ワイヤード」である。
C.C.との戦いに敗れ処刑されるが、寸前にC.C.に呪いをかけて、不老不死のまま人間の業に翻弄され苦しみ続けるようにする。

## 登場機体

### ナナリーのナイトメア
マークネモ
ネモがナナリーから心の闇をもらう代わりに、「未来線を読む」ギアスと共に渡した、異形のKMF。
機体が起動した時のゲインは通常KMFの50倍以上。外見は極めて生物的で、人型の機械というよりも鋼の巨人を彷彿させる。実際に対峙して一蹴されたジェレミアは「化け物」と形容していた。
コックピット内は通常の操縦系統ではなく肥大化したネモの量子回路そのもので、ナナリーの四肢と一時的に融合して直接動かす。ナナリー曰く「新しい体」。なお敵機を感知するレーダーは装備されている。
初登場時にはクロヴィスの親衛隊とジェレミアら純血隊に集中攻撃されるが、圧倒的な能力とナナリーの「未来線を読む」ギアスの力によってこれを一蹴、敵陣を斬り破ってクロヴィスに肉薄した。2度目の覚醒の際には、草壁派の無頼と突入部隊のサザーランドをまとめて無力化、またアリスのザ・スピードを辛うじてではあるがかわし、彼女のKMFを叩きのめしている。
射撃兵装は装備されていないが、頭部から生えた「ブロンドナイフ」なるワイヤーアンカーのような装備を使う。さらに虚空から巨大な太刀を取り出して振るうことができる。
ギアス・ユーザーとはいえナナリー自身は素人であるはずだが、コーネリアは機体の動きを映像で見た際、テストパイロットだった「閃光のマリアンヌ」こと、ナナリーの実母だった故マリアンヌ王妃を思い浮かべていた。
異様な外見と圧倒的な能力に加え、さらに自称“ナナリーの騎士”のネモによって、ナナリーを守るためならいついかなる場所にでも召喚可能である。

### GX01シリーズ（第七世代KMF）
ナイトメア・オブ・ナナリーのオリジナルKMF。特派のランスロットに先駆けて開発された第七世代KMF。メンバーのほとんどがギアスユーザーで構成されている「特殊名誉外人部隊」の面々が搭乗する。
サクラダイト合成繊維が形成する「ギアス伝導回路」なる回路と、合成樹脂と電動シェルの芯をサクラダイト繊維で覆った「マッスルフレーミング」を搭載しており、その戦闘力はブリタニアKMFの中でも最強クラスである。

アリスのナイトメア
ブリタニアの独立部隊「特殊名誉外人部隊（イレギュラーズ）」のポイントマン、アリスの乗機。
スカート型の腰部に収納しているダガー2本による近接武器が主武装。ギアス伝導回路が備わっているため、アリスのザ・スピードのギアス能力を発揮することが出来る。
頭部はグラスゴーやサザーランドなど「ファクトスフィア」を装備したKMFに近い。また機体背部に柱状の物体を複数装備している。「ランドスピナー」はかかと部分と一体化した小型の物になっている。
使用には許可と120秒という時間制限があるが、首元にC.C.細胞抑制剤の中和剤と抑制剤の自動注射システムが搭載されている。C.C.細胞抑制が中和される事によりナナリーのギアスである未来線を読むよりも早く動くなど元々持っているギアスを超える力を身につける事が可能になりナナリーのKMFは戦闘で押されたがゼロに扮したC.C.の戦闘介入により制限時間切れとなり、破壊の目標達成寸前の所でアリスは抑制剤を射たれた。

ダルクのナイトメア
「特殊名誉外人部隊（イレギュラーズ）」のポイントマン、ダルクの乗機。
ビルの残骸を持ち上げて投げつけるなどKMF離れした怪力を誇る。

ルクレティアのナイトメア
「特殊名誉外人部隊（イレギュラーズ）」の1人、ルクレティアの乗機。

サンチアのナイトメア
「特殊名誉外人部隊（イレギュラーズ）」のリーダー格、サンチアの乗機。武器の大型ライフルはコミックス第3巻のカバー裏のキャラクター設定企画書によると、レールガンであるとされている。

## 組織
特殊名誉外人部隊（イレギュラーズ）
バトレー将軍直属の特殊部隊で、その名のとおり所属している隊員は全員外国人である。ギアス・ユーザーが多数所属している。
バトレー将軍の失脚後は独立部隊として活動し、エリア5を1部隊で易々と掃討、ホテルジャック事件に半ば囮として投入される。

## ナイトメア・オブ・ナナリーのギアス
ギアスの詳細はアニメ版を参照。
この作品ではルルーシュの妹ナナリーがギアスに覚醒し、それ以外にもギアスをもつ人物が多数登場する。『ナイトメア・オブ・ナナリー』においてはアニメとは性質が異なり、自然の摂理を捻じ曲げる力として描かれており、ギアスを所有している人物は「ギアス・ユーザー」と呼ばれる。また本作品のギアスには致命的な反作用があり、C.C.細胞を移植されて“造られた”ギアス・ユーザーであるアリスやイレギュラーズのメンバーは抑制剤無しではC.C.細胞に侵食されて死んでしまうため、抑制剤の供給元であるブリタニアに逆らうことはできない。逆にC.C.と契約したルルーシュやネモと契約したナナリーには、契約が結ばれて遂行されているうちは反作用がないが、契約に支障が出ると反作用が生じる。生まれながらにしてギアス能力を持つ「ワイヤード」にはまったく反作用が無い。なお、ワイヤードのギアスは特別に「ワイヤードギアス」と呼ばれる。
ナナリーのギアス「未来線を読むギアス」
事象の世界線を積分する力。未来に起きる出来事やその結果を知ることが出来る。
兄・ルルーシュのギアスと同じく、発動時は左目に紋章が浮かび上がる。
見た未来は行動次第で変えることができる。逆に言うと外れる場合もある。
例
- 敵ナイトメアの動きを「“既に”見て」避ける。
- その戦場の指揮官を「戦場を支配する未来線の発生源」としてその居場所を逆探知する。

アリスのギアス「ザ・スピード」
加重力で相対的に超高速を得ることが出来る。
例
- 日本解放戦線にホテルから突き落とされても加重力の任意操作によって無傷で済んでいる。
- その動きの速さは、「既に動きが見えている」ナナリー＝ネモでさえ初太刀はかわし切れないほど。一般人は動きを知覚することさえできない。
- ジ・アイスによる停止時間（限りなくゼロに近い時間）中でも無限大の加速によって動くことができる（ネモとの取引によるコードギアス化後）。

ダルクのギアス「ザ・パワー」
例
- わずか4m強のナイトメアで巨大なビルを持ち上げ、それを敵部隊に投げつけて下敷きにできる。

ルクレティアのギアス「ザ・ランド」
地脈と物質的構造を解析する力。「ジ・オド」と合わせ、索敵に用いられる。
例
- 戦場の地形の構造を解析し、敵の予想経路を読む。

サンチアのギアス「ジ・オド」
周囲の気配を感知する力。
ちなみにオドは生命自体が持つ気配、気の流れを指す。反対に自然や大地の気の流れはマナと言う。
例
- 敵の殺気だった気配に反応し、位置を把握する。
- マークネモが現われた時には、ギアスを妨害されるので、苦痛と不快感を覚える。

マオのギアス「ザ・リフレイン」
相手のシナプスサーキット（脳を含めた全神経）を認識・改編する力。
目を合わせることで、対象者の記憶を呼び起こしループさせることができる。
相手のシナプスサーキットを認識することで、相手の心を読むことができる。
ナナリーのシナプスサーキットを認識することで、ナナリーの右脳に量子的に同化しているネモを視認できる。

ロロのギアス「ジ・アイス」
事象の世界線を微分し、全ての運動を凍らせ、時をも止める力。
テリトリー内の対象の運動を一定時間停止させ、時を止める。停止時間中でも本人や搭乗ナイトメアは動くことができる。弱点は効果範囲が限られているため、高速で動きまわる相手をとらえにくいことと、完全に時間が止まっているわけでないため、ザ・スピードの加速で相殺されてしまうことである。
分子の熱運動を停止させることにより、周囲を急激に冷やし敵を凍らせることもできる。
マリアンヌのギアス「ザ・ソウル」
魂を加工する力。基本的にはアニメ版と同じく、他者に憑依する能力である。
また、自身の魂を加工することで、集合意識たるエデンバイタル内でもある程度個を維持することができる。
死の間際にC.C.と契約して手に入れた。
シャルルのギアス「ザ・デッドライズ」
一度滅んだモノを蘇らせ、意のままに操る力。
この力で蘇ったものには不滅が与えられ、再度破壊されてもゾンビのように再生する。
また自分自身にも適用可能な力であり、かつて死のふちからこの力によって蘇生している。
ただし肉体は蘇っても魂は救えないらしく、マリアンヌが致命傷を負ったときには使えなかった。
「ザ・ゼロ」
ルルーシュとナナリーが持つワイヤードギアス。森羅万象を無に還す力である。
ルルーシュの場合、対象に光を当てることが発動条件となっており、知っていれば回避は可能。
例
- 人間を気絶させる（ルルーシュ）。
- ナイトメアのエネルギーをゼロにする（ルルーシュ）。
- ネモとの契約を破棄する（ナナリー）。
- 天獄門を破壊する（ナナリー）。

## 書誌情報
大河内一楼・谷口悟朗（原作）たくま朋正（作画）『コードギアス ナイトメア・オブ・ナナリー』、角川書店〈角川コミックス・エース〉、全5巻
1. 2007年6月26日発売、ISBN 978-4-04-713928-2
2. 2008年1月26日発売、ISBN 978-4-04-713985-5
3. 2008年4月26日発売、ISBN 978-4-04-715044-7
4. 2008年10月25日発売、ISBN 978-4-04-715103-1
5. 2009年4月25日発売、ISBN 978-4-04-715231-1